# Agave ortgiesiana
Agave ortgiesiana är en sparrisväxtart som först beskrevs av John Gilbert Baker, och fick sitt nu gällande namn av William Trelease. Agave ortgiesiana ingår i släktet Agave och familjen sparrisväxter. Inga underarter finns listade i Catalogue of Life.